# Xylosma smithiana
Xylosma smithiana är en videväxtart som beskrevs av F.R. Fosberg. Xylosma smithiana ingår i släktet Xylosma och familjen videväxter. Inga underarter finns listade i Catalogue of Life.